# Lycaena parallela
Lycaena parallela är en fjärilsart som beskrevs av Courvoisier 1907. Lycaena parallela ingår i släktet Lycaena och familjen juvelvingar. Inga underarter finns listade i Catalogue of Life.